# Leandra limoides
Leandra limoides är en tvåhjärtbladig växtart som först beskrevs av Ignatz Urban, och fick sitt nu gällande namn av Walter Stephen Judd och James Dan Skean. Leandra limoides ingår i släktet Leandra och familjen Melastomataceae. Inga underarter finns listade i Catalogue of Life.